# めざましテレビ週末号
- めざましどようび > めざましテレビ週末号
- めざましテレビ > めざましテレビ週末号

『めざましテレビ週末号』（めざましテレビしゅうまつごう）は、1997年4月5日から1998年3月28日までフジテレビ系列局で生放送されていたフジテレビ製作の朝の情報番組である。タイトルロゴの表記は「めざましテレビ SHUMATSU-GO!」。

## 概要
1994年から放送されている『めざましテレビ』の週末版（土曜版）である。放送開始から半年間は、フジテレビ社屋の近くにあるデックス東京ビーチの屋上からの生放送を行っていた。1997年10月からは『FNNニュース』を内包していた。
番組終了から5年半後、再び土曜版の『めざましどようび』がスタートし、2024年現在も放送中である。

## 放送時間
いずれも日本標準時。
- 土曜 6:45 - 8:00 （1997年4月5日 - 1997年9月）
- 土曜 6:30 - 8:00 （1997年10月 - 1998年3月28日） - 15分拡大。

## 出演者

### 総合司会
| 期間      | 期間      | 女性       | 男性     |
| --------- | --------- | ---------- | -------- |
| 1997.4.5  | 1997.9.27 | 八木亜希子 | 軽部真一 |
| 1997.10.4 | 1998.3.28 | 八木亜希子 | 佐野瑞樹 |

### コメンテーター
- 岩見隆夫（当時毎日新聞論説委員・政治評論家）

### スポーツコーナー担当
- 青島健太（1997年10月 - 1998年3月）

### エンタメコーナー担当
- 軽部真一（フジテレビアナウンサー：1997年10月 - 1998年3月、平日版と兼務）

### お天気コーナー担当
- 藤村さおり（当時フジテレビアナウンサー:本番組終了後に平日版スポーツキャスターへ異動）

### 生中継担当
- 伊藤利尋（フジテレビアナウンサー:本番組終了後に平日版のフジテレビ担当中継コーナーとニュースキャスターへ移動）

| 系列局             | 1997.4.5          | 1997.7.5          |
| ------------------ | ----------------- | ----------------- |
| 北海道文化放送     | 高田英子          | 高田英子          |
| 岩手めんこいテレビ | 熊谷麻衣子        | 熊谷麻衣子        |
| 仙台放送           | 柳沢剛            | 柳沢剛            |
| 秋田テレビ         | 新開さやか        | 新開さやか        |
| さくらんぼテレビ   | 遠藤敦子          | 遠藤敦子          |
| 福島テレビ         | 北上明子          | 北上明子          |
| 新潟総合テレビ     | 関根美紀          | 関根美紀          |
| 長野放送           | 今泉知子          | 今泉知子          |
| テレビ静岡         | 戸塚貴久子        | 戸塚貴久子        |
| 富山テレビ         | 谷優子            | 谷優子            |
| 石川テレビ         | 竹内章            | 竹内章            |
| 福井テレビ         | 多田記子          | 松下尚史          |
| 東海テレビ         | 遠藤尚子          | 遠藤尚子          |
| 関西テレビ         | 桑原征平 藤岡由佳 | 桑原征平 藤岡由佳 |
| 山陰中央テレビ     | 枡田史子          | 枡田史子          |
| 岡山放送           | 久保さち子        | 久保さち子        |
| テレビ新広島       | 石原敬士          | 石原敬士          |
| テレビ愛媛         | 近藤鉄太郎        | 近藤鉄太郎        |
| 高知さんさんテレビ | 辻史子            | 辻史子            |
| テレビ西日本       | 藤城真木子        | 藤城真木子        |
| サガテレビ         | 一ノ瀬裕子        | 一ノ瀬裕子        |
| テレビ長崎         | 箕浦聖弓          | 箕浦聖弓          |
| テレビくまもと     | 西村佳良子        | 西村佳良子        |
| テレビ宮崎         | 高橋巨典          | 高橋巨典          |
| 鹿児島テレビ       | 古井千佳夫        | 古井千佳夫        |
| 沖縄テレビ         | 本橋亜希子        | 本橋亜希子        |